# Доротей Еноски
Вижте пояснителната страница за други личности с името Доротей.
Доротей (на гръцки: Δωρόθεος, Доротеос) е гръцки духовник от ХІХ век.

## Биография
Роден е в Ганоската и Хорска епархия. Наместник е на енория „Свети Николай Дзивалски“ в Цариград. На 25 март 1871 година е ръкоположен за китроски епископ в Колиндрос. Ръкополагането е извършено от митрополит Неофит Солунски в съслужение с епископите Йеремия Камбанийски и Дионисий Йерисовски. През март 1873 година е повишен в еноски митрополит, където остава до смъртта си на 2 септември 1877 година.